# Столичный парк Элиникон
Столичный Парк Элиникон (греч. Μητροπολιτικό Πάρκο Ελληνικού) — строящийся крупнейший городской парк, расположенный в Элиниконе, Афины, Греция. Парк предоставит Афинам необходимую экологическую поддержку. По окончании строительства парк станет крупнейшим в Европе.
Парк будет строиться на территории бывшего международного аэропорта Элиникон, и будет занимать приблизительно 200 гектаров земли. Строительство планировалось начать в 2008 году и завершить к 2013 году, но планы, по-видимому, были отложены на неопределенный срок в разгар финансового кризиса, и, поскольку правительство рассматривает другие варианты использования территории, так было подписано предварительное соглашение о продаже части земли катарским инвесторам для развития.

## Место строительства
Столичный парк будет строиться на месте бывшего афинского международного аэропорта Элиникон.

## Парк
В 2013 году в рамках проекта Элиникон был представлен вариант дизайна парка. В состав команды входили «Foster & Partners», «Charles Anderson Landscape Architecture», «ARUP» и большая группа греческих консультантов по дизайну. Проект был пересмотрен и вновь представлен греческому правительству в 2018 году. В 2005 году международная команда под руководством архитекторов Давида Сереро, Елены Фернандес и ландшафтного архитектора Филиппа Куанье выиграла международный конкурс на проектирование столичного парка на месте бывшего аэропорта Элиникон. На конкурсе приняли участие более 300 команд архитекторов.
Спонсорами конкурса выступили Международный союз архитекторов, Министерство окружающей среды Греции и Организация по планированию и охране окружающей среды Афин. Этот проект был дополнительно разработан в два этапа в 2006 и 2007 годах совместно с планирующими организациями.
Команда Сереро разработала стратегию по благоустройству и урбанизации 530 гектаров участка Эленикон, используя естественные схемы проточной воды на участке в качестве концепции для проектирования крупнейшего устойчивого парка в Европе. До 80 % используемой парком воды на участке собирается естественным путем. Парк проектирован компанией «Север-Юг» семью зелеными долинами, которые называются «Softscapes». «Softscapes» представляют собой орошаемые полосы, которые собирают дождевую воду участка и из водосбора окрестных холмов. Эти полоски объединяются с искусственным рельефом, которые направляют воду, и создают террасы и склоны для деятельности и программ парка. Там также будет несколько горных трасс, такие как на горе Имиттос.
Площадь парка составит 400 гектаров, а ещё 100 гектаров будут использованы под жилые и офисные объекты. когда строительство будет закончено, это превзойдет лондонский Гайд-Парк (250 гектаров), а также Центральный парк Нью-Йорка (350 гектаров).
Строительство в Элиниконе начнется в 2020 году и будет включать в себя роскошные дома, отели, казино, пристань для яхт, магазины и офисы.